# ضهور الشویر
ضهور الشویر (به عربی: ضهور الشویر) یک منطقهٔ مسکونی در لبنان است که در شهرستان المتن واقع شده‌است. ضهور الشویر ۱٬۲۰۰ متر بالاتر از سطح دریا واقع شده‌است.